# Гвинея (регион)
Гвинея — историческое название той части Западной Африки, которая лежит южнее Сахеля и омывается водами Гвинейского залива. На языке берберов «Гвинея» означает «страна чернокожих».
На заре эпохи Великих географических открытий Гвинейское побережье было освоено европейцами раньше других частей Африки южнее Сахары. Именно из Гвинеи вывозилось основное количество рабов, золота и слоновой кости, отсюда распространённые названия отдельных участков побережья — Золотой берег, Берег слоновой кости, Невольничий берег, Перечный берег.
Планомерная колонизация внутренних областей Гвинеи стала возможной только с введением в оборот хинина и других средств против тропических болезней в конце XIX века (см. Французская Западная Африка).
Гвинею часто подразделяют на Нижнюю Гвинею и Верхнюю Гвинею. Нижняя Гвинея — один из самых густонаселенных регионов Африки, охватывающий южную Нигерию, Бенин, Того и территорию до Ганы. Верхняя Гвинея гораздо менее густонаселенна и простирается от Кот-д'Ивуара до Сенегала.

## Государства Гвинейского региона

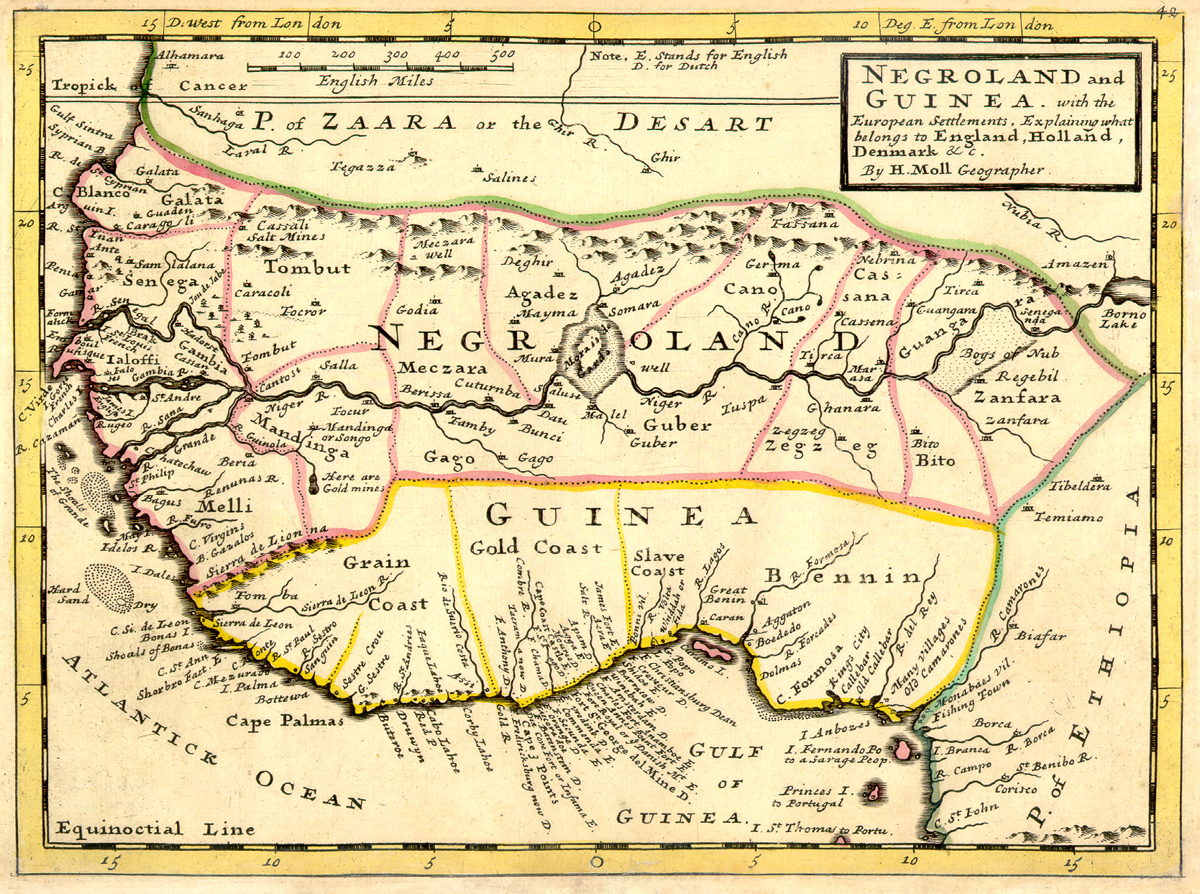
Английская карта Гвинеи (1736 год)

С запада на восток:
- Гвинея-Бисау
- Гвинейская Республика
- Сьерра-Леоне
- Либерия
- Кот-д'Ивуар
- Гана
- Того
- Бенин
- юг Нигерии
- запад Камеруна
- Экваториальная Гвинея

## Гвинея в географии и культуре
- Новая Гвинея - второй по величине остров на Земле, был назван так из-за того, что исследовавшему его в 1545 году испанскому мореплавателю Иньиго Ортису де Ретесу, побережье острова напоминало берега африканской Гвинеи.

- Английская, позже британская золотая монета гинея получила такое название потому, что впервые была отчеканена в 1663 году из золота, привезённого из Гвинеи.